# Austrogautieria costata
Austrogautieria costata är en svampart som beskrevs av E.L. Stewart & Trappe 1985. Austrogautieria costata ingår i släktet Austrogautieria och familjen Gallaceaceae.   Inga underarter finns listade i Catalogue of Life.